# 칸두 왕축

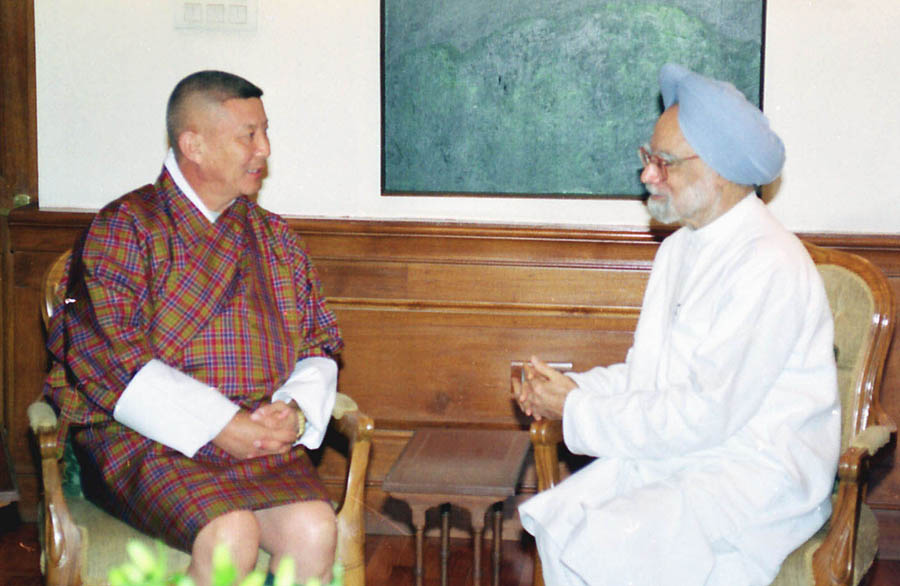

칸두 왕축(Khandu Wangchuk, 1950년 11월 24일 파로 현 ~ )은 부탄의 정치인이다.
인도 델리 대학교 세인트스티븐 칼리지(St. Stephen's College)를 졸업했으며 2차례(2001년 8월 8일 ~ 2002년 8월 14일, 2006년 9월 7일 ~ 2007년 7월 31일)에 걸쳐 부탄의 총리를 역임했다. 2003년부터 2007년까지 부탄 외무부 장관을 역임했고 2008년에는 부탄 경제부 장관을 역임했다.